# 2017年中国グランプリ
2017年中国グランプリ (2017 Chinese Grand Prix) は、2017年のF1世界選手権第2戦として、2017年4月9日に上海インターナショナルサーキットで開催された。
正式名称は「2017 FORMULA 1 HEINEKEN CHINESE GRAND PRIX」。

## レース前
このレースでピレリが供給するドライタイヤのコンパウンドは、ミディアム、ソフト、スーパーソフトの3種類。決勝ではミディアムかソフトのいずれか1セットの使用が義務付けられ、予選Q3タイヤとしてスーパーソフトが指定された。なお、本戦については2月27日のプレシーズンテスト開始前に選択期限を迎えるため、全ドライバー共通のタイヤセットが供給される（ドライバー側での選択不可）。
体力がレース距離を走るには不十分だとの理由で前戦オーストラリアGPを欠場したパスカル・ウェーレインは、このレースも欠場することが決定。引き続きアントニオ・ジョヴィナッツィが代走を務める。

## フリー走行
開催日時は現地時間 (UTC+8、以下同じ）。

### 1回目
2017年4月7日 10:00
気温13度、路面温度15度。セッション前日から1時間前まで降り続いた雨の影響でウエットコンディションとなる。サーキットから約30km離れた搬送先の病院がある上海市内が濃霧により視界不良となっていたため、セッション運営に義務づけられているドクターヘリを飛ばせないことが判明し、開始から3分後に赤旗が出された。10時47分にセッションは再開されたが、小雨が降り続く状況でスピンや姿勢を乱すマシンがしばしば見られた。結局、バーチャルセーフティカーを出してマシンを排除した後、11時4分に再びドクターヘリが飛ばせなくなったため赤旗が出され、そのままセッションは終了した。トップタイムはマックス・フェルスタッペン（1:50.491）が記録したが、わずか4周しか走れなかった。

### 2回目
2017年4月7日 14:00
雨が降ったり止んだりの状態が続く。引き続き上海市内は濃霧で視界不良のためドクターヘリが飛ばせず、最初からスタートディレイとなった。各ドライバーはセッション再開を待っていたが視界不良は変わらず、1周も走れないまま15時16分にセッションは終了となった。
決勝が行われる日曜日も高い確率で雨の予報が出されていたため、曇りの予報となっている土曜日に予選と決勝を行うという案が夕方のドライバーズミーティング（今回はチーム代表も参加した）で出されたが否決され、予定通り進行することとなった。

### 3回目
2017年4月8日 12:00
気温22度、路面34度、ようやくドライコンディションとなった。多くのチームが貴重な走行時間を有効活用するため、2台のマシンがそれどれ別のプログラムで走行している。序盤にバルテリ・ボッタスのTウィングが脱落するハプニングがあったが、スチュワードは修復を命じずそのまま走行させた。フェラーリ勢が好調で、キミ・ライコネンがスーパーソフトで1分34秒519を出し、前年のポールポジションのタイムを上回る。続いてセバスチャン・ベッテルがライコネンよりも1秒以上速い1分33秒336を出し、ライコネンがタイムを1分33秒389と更新してベッテルまで0.053秒差まで肉薄する。メルセデスの2台も終盤にタイムアタックを試みたが、フェラーリ勢には及ばなかった。

## 予選
2017年4月8日 15:00
ルイス・ハミルトンが2戦連続でコースレコードを更新し、ポールポジションを獲得した。

### 経過
Q1
気温21度、路面温度32度、ドライコンディションで予選はスタートした。最初のアタックでロマン・グロージャンが最終コーナー出口でスピンし、リアタイヤをパンクさせた。フェルスタッペンはエンジントラブルでタイムアタックができなかった。終了直前にジョヴィナッツィが最終コーナーからの立ち上がりでスピンを喫しクラッシュ、右リアとギアボックス周りが大破したが怪我はなかった。このクラッシュでQ1は終了し、前述のフェルスタッペンやグロージャンらがQ1で姿を消した。トップタイムはベッテル（1:33.078）。
なお、ジョヴィナッツィのクラッシュでダブルイエローフラッグが振られたが、その際にタイムアタック中だったグロージャンとジョリオン・パーマーが減速しなかったため、予選後に5グリッド降格ペナルティが科されている。また、ジョヴィナッツィもギアボックス交換のため5グリッド降格となっている。
Q2
Q1でのジョヴィナッツィのクラッシュによるタイヤバリア修復のため、10分遅れでスタート。新品のスーパーソフトでタイムアタックを開始したハミルトンは「これがレーススタートセットになることを忘れるな」という無線の指示もあり、1回のアタックでQ3進出を果たした。それでも1回目でトップタイムを出したベッテル（1:32.391）とは僅差の2位（1:32.406）となっている。2回目のアタックでライコネンがトップタイムを更新（1:32.181）、ニコ・ヒュルケンベルグ、セルジオ・ペレス、ランス・ストロールが今シーズン初のQ3進出を果たす一方、Q1でマシンを大破させたためQ2の走行ができなかったジョヴィナッツィの他、カルロス・サインツやフェルナンド・アロンソらがQ2敗退となった。
Q3
ハミルトンが1回目のアタックで満を持してただ一人1分31秒台を叩き出しトップタイム。ベッテルはターン13で突風に見舞われたためハミルトンに及ばず2位。ライコネンはリアのグリップに苦しみ4位に終わる。ハミルトンは2回目のタイムアタックで1分31秒678とさらにタイムを更新し、ポールポジションを獲得。以下ベッテル、ボッタス、ライコネンの順で予選は終了した。

### 結果
| Pos.                | No. | ドライバー                   | コンストラクター                | Q1       | Q2       | Q3       | Grid |
| ------------------- | --- | ---------------------------- | ------------------------------- | -------- | -------- | -------- | ---- |
| 1                   | 44  | ルイス・ハミルトン           | メルセデス                      | 1:33.333 | 1:32.406 | 1:31.678 | 1    |
| 2                   | 5   | セバスチャン・ベッテル       | フェラーリ                      | 1:33.078 | 1:32.391 | 1:31.864 | 2    |
| 3                   | 77  | バルテリ・ボッタス           | メルセデス                      | 1:33.684 | 1:32.552 | 1:31.865 | 3    |
| 4                   | 7   | キミ・ライコネン             | フェラーリ                      | 1:33.341 | 1:32.181 | 1:32.140 | 4    |
| 5                   | 3   | ダニエル・リカルド           | レッドブル-タグ・ホイヤー       | 1:34.041 | 1:33.546 | 1:33.033 | 5    |
| 6                   | 19  | フェリペ・マッサ             | ウィリアムズ-メルセデス         | 1:34.205 | 1:33.759 | 1:33.507 | 6    |
| 7                   | 27  | ニコ・ヒュルケンベルグ       | ルノー                          | 1:34.453 | 1:33.636 | 1:33.580 | 7    |
| 8                   | 11  | セルジオ・ペレス             | フォース・インディア-メルセデス | 1:34.657 | 1:33.920 | 1:33.706 | 8    |
| 9                   | 26  | ダニール・クビアト           | トロ・ロッソ                    | 1:34.440 | 1:34.034 | 1:33.719 | 9    |
| 10                  | 18  | ランス・ストロール           | ウィリアムズ-メルセデス         | 1:33.986 | 1:34.090 | 1:34.220 | 10   |
| 11                  | 55  | カルロス・サインツ           | トロ・ロッソ                    | 1:34.567 | 1:34.150 |          | 11   |
| 12                  | 20  | ケビン・マグヌッセン         | ハース-フェラーリ               | 1:34.942 | 1:34.164 |          | 12   |
| 13                  | 14  | フェルナンド・アロンソ       | マクラーレン-ホンダ             | 1:34.499 | 1:34.372 |          | 13   |
| 14                  | 9   | マーカス・エリクソン         | ザウバー-フェラーリ             | 1:34.892 | 1:35.046 |          | 14   |
| 15                  | 36  | アントニオ・ジョヴィナッツィ | ザウバー-フェラーリ             | 1:34.963 | no time  |          | 181  |
| 16                  | 2   | ストフェル・バンドーン       | マクラーレン-ホンダ             | 1:35.023 |          |          | 15   |
| 17                  | 8   | ロマン・グロージャン         | ハース-フェラーリ               | 1:35.223 |          |          | 192  |
| 18                  | 30  | ジョリオン・パーマー         | ルノー                          | 1:35.279 |          |          | 203  |
| 19                  | 33  | マックス・フェルスタッペン   | レッドブル-タグ・ホイヤー       | 1:35.433 |          |          | 16   |
| 20                  | 31  | エステバン・オコン           | フォース・インディア-メルセデス | 1:35.496 |          |          | 17   |
| 107% time: 1:39.593 |     |                              |                                 |          |          |          |      |
| ソース              |     |                              |                                 |          |          |          |      |

追記
- ^1 - ジョヴィナッツィはギアボックス交換のため5グリッド降格[16][13]
- ^2 - グロージャンはダブルイエローフラッグ中にスロー走行をしなかったため、5グリッド降格とペナルティポイント3ポイントが科された[17][12]
- ^3 - パーマーはダブルイエローフラッグ中にスロー走行をしなかったため、5グリッド降格とペナルティポイント3ポイントが科された[18][12]

## 決勝
2017年4月9日 14:00
- 天候 - 曇[19]
- 路面状況 - ウエットのちドライ[19]
- 気温 - 12度[19]
- 路面温度 - 15度[19]

ハミルトンが一度もトップを譲らず、自身3度目のグランドスラムで今シーズン初優勝を飾った。

### 展開
前述の通り、この日は雨の予報が出ていたことでレースの中止が危惧されたが、FIAはサーキットから5km離れた病院に神経外科チームをスタンバイさせ、陸路で20分以内の搬送を可能にすることでレース開催に備えた。
前夜まで降り続いていた雨は決勝を前に止んだが、路面は乾ききっていなかったためウエットレースとなった。各車ともインターミディエイトでフォーメーションラップに臨む中、カルロス・サインツのみスーパーソフトを選択した。フォーメーションラップ終了後にジョリオン・パーマーがスーパーソフトに交換するためピットインした。
スタートでリカルドがライコネンをパスした以外は上位陣に順位の変動はなかった。後方ではフェルスタッペンが9台をごぼう抜きし、フェルナンド・アロンソも1周目を終えた時には8位まで順位を上げていた。1周目のターン10でランス・ストロールとセルジオ・ペレスが接触し、ストロールはグラベルにはじき出されそのままリタイア、ペレスも右フロントがパンクした。この接触でバーチャルセーフティカー（VSC）となったため、フェラーリ勢と下位チームの各車がピットインしてドライタイヤに交換した。フェラーリにとってはこの決断が裏目に出ることになる。
VSCが解除された直後にジョヴィナッツィがメインストレートでクラッシュし、セーフティカーが導入された。ここでVSC導入時にステイしていたドライバーもドライタイヤへ交換を行った。セーフティカー先導中だった7周目にボッタスがターン10でスピンして順位を下げ、優勝戦線から脱落していく。この時点でベッテルも6位まで後退していた。
8周目にレースが再開され、フェルスタッペンがエンジントルクの不調を訴えていたライコネンをパスして3位に浮上。さらに11周目にはペースが上がらないリカルドもパスして2位まで浮上した。リカルドとライコネンにベッテルが迫るが、コースがまだ乾ききっていなかったこともありオーバーテイクに苦慮することになり、ようやく20周目にライコネンをパスして4位、22周目にリカルドもパスして3位、さらに28周目にフェルスタッペンもパスして2位まで順位を戻した。フェルスタッペンはベッテルに抜かれた次の周で2度目のタイヤ交換を行うと、他車も続いて2度目のタイヤ交換を行った。
2度目のタイヤ交換を終えると、首位を独走するハミルトンと2位ベッテルの差は8秒にまで迫った。両者ともファステストラップを更新していくが、その差は広がることも縮まることもなく推移し、そのままハミルトンが優勝、ベッテルが2位となった。一方、3位フェルスタッペンに4位リカルドが接近し、最後までチームメイトによるバトルが繰り広げられたが、フェルスタッペンは3位を死守して表彰台に立った。
レース序盤の混乱をかいくぐり入賞圏内の8位を走行し続けていたアロンソはドライブシャフトのトラブルで33周目にリタイアしたが、前戦オーストラリアGP以上の「人生のベストレース」と自らの走りを評した。

### 結果
| Pos.   | No. | ドライバー                   | コンストラクター                | 周回数 | タイム/リタイア  | Grid | Pts. |
| ------ | --- | ---------------------------- | ------------------------------- | ------ | ---------------- | ---- | ---- |
| 1      | 44  | ルイス・ハミルトン           | メルセデス                      | 56     | 1:37:36.158      | 1    | 25   |
| 2      | 5   | セバスチャン・ベッテル       | フェラーリ                      | 56     | +6.250           | 2    | 18   |
| 3      | 33  | マックス・フェルスタッペン   | レッドブル-タグ・ホイヤー       | 56     | +45.192          | 16   | 15   |
| 4      | 3   | ダニエル・リカルド           | レッドブル-タグ・ホイヤー       | 56     | +46.035          | 5    | 12   |
| 5      | 7   | キミ・ライコネン             | フェラーリ                      | 56     | +48.076          | 4    | 10   |
| 6      | 77  | バルテリ・ボッタス           | メルセデス                      | 56     | +48.808          | 3    | 8    |
| 7      | 55  | カルロス・サインツ           | トロ・ロッソ                    | 56     | +1:12.893        | 11   | 6    |
| 8      | 20  | ケビン・マグヌッセン         | ハース-フェラーリ               | 55     | +1 Lap           | 12   | 4    |
| 9      | 11  | セルジオ・ペレス             | フォース・インディア-メルセデス | 55     | +1 Lap           | 8    | 2    |
| 10     | 31  | エステバン・オコン           | フォース・インディア-メルセデス | 55     | +1 Lap           | 17   | 1    |
| 11     | 8   | ロマン・グロージャン         | ハース-フェラーリ               | 55     | +1 Lap           | 19   |      |
| 12     | 27  | ニコ・ヒュルケンベルグ       | ルノー                          | 55     | +1 Lap 1         | 7    |      |
| 13     | 30  | ジョリオン・パーマー         | ルノー                          | 55     | +1 Lap           | 20   |      |
| 14     | 19  | フェリペ・マッサ             | ウィリアムズ-メルセデス         | 55     | +1 Lap           | 6    |      |
| 15     | 9   | マーカス・エリクソン         | ザウバー-フェラーリ             | 55     | +1 Lap           | 14   |      |
| Ret    | 14  | フェルナンド・アロンソ       | マクラーレン-ホンダ             | 33     | ドライブシャフト | 13   |      |
| Ret    | 26  | ダニール・クビアト           | トロ・ロッソ                    | 18     | 油圧             | 9    |      |
| Ret    | 2   | ストフェル・バンドーン       | マクラーレン-ホンダ             | 17     | 燃料圧力         | 15   |      |
| Ret    | 36  | アントニオ・ジョヴィナッツィ | ザウバー-フェラーリ             | 3      | アクシデント     | 18   |      |
| Ret    | 18  | ランス・ストロール           | ウィリアムズ-メルセデス         | 0      | 接触ダメージ     | 10   |      |
| ソース |     |                              |                                 |        |                  |      |      |

ファステストラップ
- ルイス・ハミルトン（メルセデス） 1:35.378 (44周目)

ラップリーダー
- ルイス・ハミルトン (Lap 1-56)

追記
- ^1 - ヒュルケンベルグはバーチャルセーフティカー導入中にグロージャンを追い越したため、5秒のタイムペナルティとペナルティポイント2点が科された[25][26]。その後、セーフティカー走行中にもエリクソンを追い越したため、10秒のタイムペナルティとペナルティポイント2点が追加で科されている[27][26]

## 第2戦終了時点のランキング
|   | 順位 | ドライバー                 | ポイント |
| - | ---- | -------------------------- | -------- |
|   | 1    | セバスチャン・ベッテル     | 43       |
| 1 | 1    | ルイス・ハミルトン         | 43       |
| 2 | 3    | マックス・フェルスタッペン | 25       |
| 1 | 4    | バルテリ・ボッタス         | 23       |
| 1 | 5    | キミ・ライコネン           | 22       |

|   | 順位 | コンストラクター                | ポイント |
| - | ---- | ------------------------------- | -------- |
| 1 | 1    | メルセデス                      | 66       |
| 1 | 2    | フェラーリ                      | 65       |
|   | 3    | レッドブル-タグ・ホイヤー       | 37       |
| 2 | 4    | トロ・ロッソ                    | 12       |
|   | 5    | フォース・インディア-メルセデス | 10       |

- 注：ドライバー、コンストラクター共にトップ5のみ表示。